# Karl Straube
Montgomery Rufus Karl Siegfried Straube (ur. 6 stycznia 1873 w Berlinie, zm. 27 kwietnia 1950 w Lipsku) – niemiecki organista, dyrygent chóralny i pedagog.

## Życiorys
Jego matka była Angielką, pianistką i uczennicą Juliusa Benedicta. Kształcił się u ojca, Johannesa Straubego, organmistrza i organisty w berlińskim Heilig-Kreuz-Kirche. Był też uczniem Otto Dienela i Heinricha Reimanna. Od 1897 do 1902 roku był organistą Willibrordi-Dom w Wesel. W 1902 roku wyjechał do Lipska, gdzie objął stanowisko organisty kościoła św. Tomasza. Od 1903 roku był też dyrygentem Bachverein, a od 1907 roku wykładowcą lipskiego konserwatorium. W latach 1918–1939 był kantorem w kościele św. Tomasza. Doprowadził do połączenia chóru Bachverein z Gewandhauschor (1920). Zasłynął cotygodniowymi koncertami utworów Johanna Sebastiana Bacha w kościele św. Tomasza, dyrygował też 6 koncertami bachowskimi. W latach 1931–1937 wspólnie z Thomanerchor i Gewandhausorchester wykonał wszystkie kantaty J.S. Bacha. Przyjaźnił się z Maxem Regerem i dokonał prawykonań wielu jego utworów organowych. Otrzymał tytuł doktora honoris causa wydziałów filozoficznego (1922) i teologicznego (1929) Uniwersytetu w Lipsku.
Był propagatorem utworów organowych dawnych mistrzów, w swojej praktyce wykonawczej odchodząc od stylu romantycznego. Przygotował wydania dzieł J.S. Bacha, G.F. Händla i F. Liszta.